# Антоні Бовільє
Антоні Бовільє (фр. Anthony Beauvillier; 8 червня 1997, м. Сорель-Трасі, Канада) — канадський хокеїст, лівий/центральний нападник. Виступає за «Нью-Йорк Айлендерс» у НХЛ. 

## Ігрова кар'єра
Виступав за «Шавініган Катарактс» (ГЮХЛК), який обрав його у першому раунді драфту. У 2015 Антоні був обраний на матч КХЛ/НХЛ, причому як один із капітанів команд. За підсумками сезону 2014–15 потрапив до другої команди всіх зірок ГЮХЛК.
23 жовтня 2015 Бовільє підписав трирічний контракт початкового рівня з клубом НХЛ «Нью-Йорк Айлендерс». 13 жовтня 2016 відіграв дебютну гру та заробив перше очко записавши до свого активу результативну передачу. 18 жовтня 2016 Антоні закидає і першу шайбу відзначившись у матчі проти «Сан-Хосе Шаркс».
Сезон 2018–19 став першим повноцінним для гравця у НХЛ. 15 листопада Бовільє став автором першого хет-трику в переможній грі проти земляків з «Нью-Йорк Рейнджерс».
28 серпня 2019 Антоні продовжив контракт з «остров'янами» ще на два роки.

## На рівні збірних
У складі юніорської збірної Канади учасник чемпіонату світу 2015.
1 грудня 2015 Антоні запрошений до молодіжної збірної Канада, яка брала участь в молодіжному чемпіонаті світу 2016.
У складі національної збірної Канади учасник чемпіонату світу 2018.

## Досягнення
- Бронзовий призер юніорського чемпіонату світу — 2015.

## Статистика

### Клубні виступи
| Сезон        | Клуб                      | Ліга         | Регулярний сезон | Регулярний сезон | Регулярний сезон | Регулярний сезон | Регулярний сезон | Плей-оф | Плей-оф | Плей-оф | Плей-оф | Плей-оф |
| Сезон        | Клуб                      | Ліга         | І                | Г                | П                | О                | ШХ               | І       | Г       | П       | О       | ШХ      |
| ------------ | ------------------------- | ------------ | ---------------- | ---------------- | ---------------- | ---------------- | ---------------- | ------- | ------- | ------- | ------- | ------- |
| 2013–14      | «Шавініган Катарактс»     | ГЮХЛК        | 64               | 9                | 24               | 33               | 26               | 4       | 0       | 0       | 0       | 8       |
| 2014–15      | «Шавініган Катарактс»     | ГЮХЛК        | 67               | 42               | 52               | 94               | 72               | 7       | 2       | 5       | 7       | 14      |
| 2015–16      | «Шавініган Катарактс»     | ГЮХЛК        | 47               | 40               | 39               | 79               | 57               | 21      | 15      | 15      | 30      | 16      |
| 2016–17      | «Нью-Йорк Айлендерс»      | НХЛ          | 66               | 9                | 15               | 24               | 10               | —       | —       | —       | —       | —       |
| 2017–18      | «Нью-Йорк Айлендерс»      | НХЛ          | 71               | 21               | 15               | 36               | 16               | —       | —       | —       | —       | —       |
| 2017–18      | «Бріджпорт Саунд Тайгерс» | АХЛ          | 3                | 2                | 0                | 2                | 0                | —       | —       | —       | —       | —       |
| 2018–19      | «Нью-Йорк Айлендерс»      | НХЛ          | 81               | 18               | 10               | 28               | 8                | 8       | 1       | 1       | 2       | 0       |
| 2019–20      | «Нью-Йорк Айлендерс»      | НХЛ          | 68               | 18               | 21               | 39               | 15               | 22      | 9       | 5       | 14      | 10      |
| Усього в НХЛ | Усього в НХЛ              | Усього в НХЛ | 286              | 66               | 61               | 127              | 49               | 30      | 10      | 6       | 16      | 10      |

### Збірна
| Рік                | Команда            | Турнір             | Місце              |    | І | Г | П | О  | ШХ |
| ------------------ | ------------------ | ------------------ | ------------------ | -- | - | - | - | -- | -- |
| 2014               | Канада Квебек      | U17                | 4-е                | 6  | 2 | 2 | 4 | 6  |    |
| 2014               | Канада             | МІГ18              | 1                  | 3  | 0 | 0 | 0 | 0  |    |
| 2015               | Канада             | ЮЧС18              | 3                  | 6  | 3 | 0 | 3 | 2  |    |
| 2016               | Канада             | МЧС                | 6-е                | 5  | 1 | 0 | 1 | 2  |    |
| 2018               | Канада             | ЧС                 | 4-е                | 9  | 2 | 1 | 3 | 10 |    |
| Молодіжна збірна   | Молодіжна збірна   | Молодіжна збірна   | Молодіжна збірна   | 20 | 6 | 2 | 8 | 10 |    |
| Національна збірна | Національна збірна | Національна збірна | Національна збірна | 9  | 2 | 1 | 3 | 10 |    |